# Dévastation du Buchan
Première guerre d'indépendance de l'Écosse
Batailles
La Dévastation du Buchan, aussi connue sous le nom de Grande souffrance du Buchan ou Viol du Buchan, a lieu au cours de l'année 1308 pendant les guerres d'indépendance de l'Écosse. À cette occasion, de nombreuses zones du Buchan, alors contrôlé par le clan Comyn, sont mises à feu et à sang par le roi Robert Ier d'Écosse et son frère cadet Édouard Bruce, immédiatement après leur succès à la bataille d'Inverurie en mai 1308.

## Déroulement
À la suite de son revers à Inverurie, John Comyn, 7e comte de Buchan, s'enfuit en Angleterre. Les soldats du roi Robert le poursuivent jusqu'à Turriff, alors situé à environ 60 miles (ou 25 kilomètres) d'Inverurie. Avant de se rendre le château d'Aberdeen pour y mettre le siège, les partisans du roi d'Écosse saccagent le comté de Buchan, dont ses châteaux et forteresses, tels Rattray (en) et Dundarg. Les soldats royaux tuent les partisans des Comyn, détruisent leurs maisons, leurs fermes, leurs cultures et abattent leur bétail. 
Cet événement impitoyable et d'une violence alors inédite est considéré comme un acte de barbarie par la population locale. En terrorisant les habitants du Buchan, Robert Ier s'assure ainsi de leur loyauté et les décourage de se rebeller face à son autorité. Les destructions sont d'une telle ampleur que les Comyn, maîtres de la région depuis que William Comyn en a hérité en 1214, y perdent toute leur influence auprès de la population, qui ne s'est par la suite jamais rebellée contre la dynastie de Robert. 
Ce n'est que vingt-cinq ans après le pillage du Buchan qu'Henri de Beaumont, successeur de John Comyn, fait son apparition dans le comté. À la fin de l'année 1333, Beaumont fait réparer Dundarg, détruit par Robert Ier en 1308, mais le château est une nouvelle fois assiégé et détruit dès décembre 1334 par Andrew Murray de Bothwell. Sans appuis locaux, Henri retourne en Angleterre après le siège et y meurt en 1340. Son fils Jean refuse de revendiquer le Buchan, ce qui met officieusement fin à la première création des mormaers de Buchan.